# Frenckellska tryckeri Ab
Frenckellska tryckeri Aktiebolag var Finlands äldsta företag.
Företaget grundades 1642 och var till konkursen 2008 ett familjebolag. Efter Åbo brand började Johan Christopher Frenckell (1789–1844) att utveckla rörelsen i Helsingfors. 
Tryckeriet tryckte mot slutet årsberättelser, vetenskapliga tidskrifter, flerfärgsaffischer och broschyrer.